# Kemelion

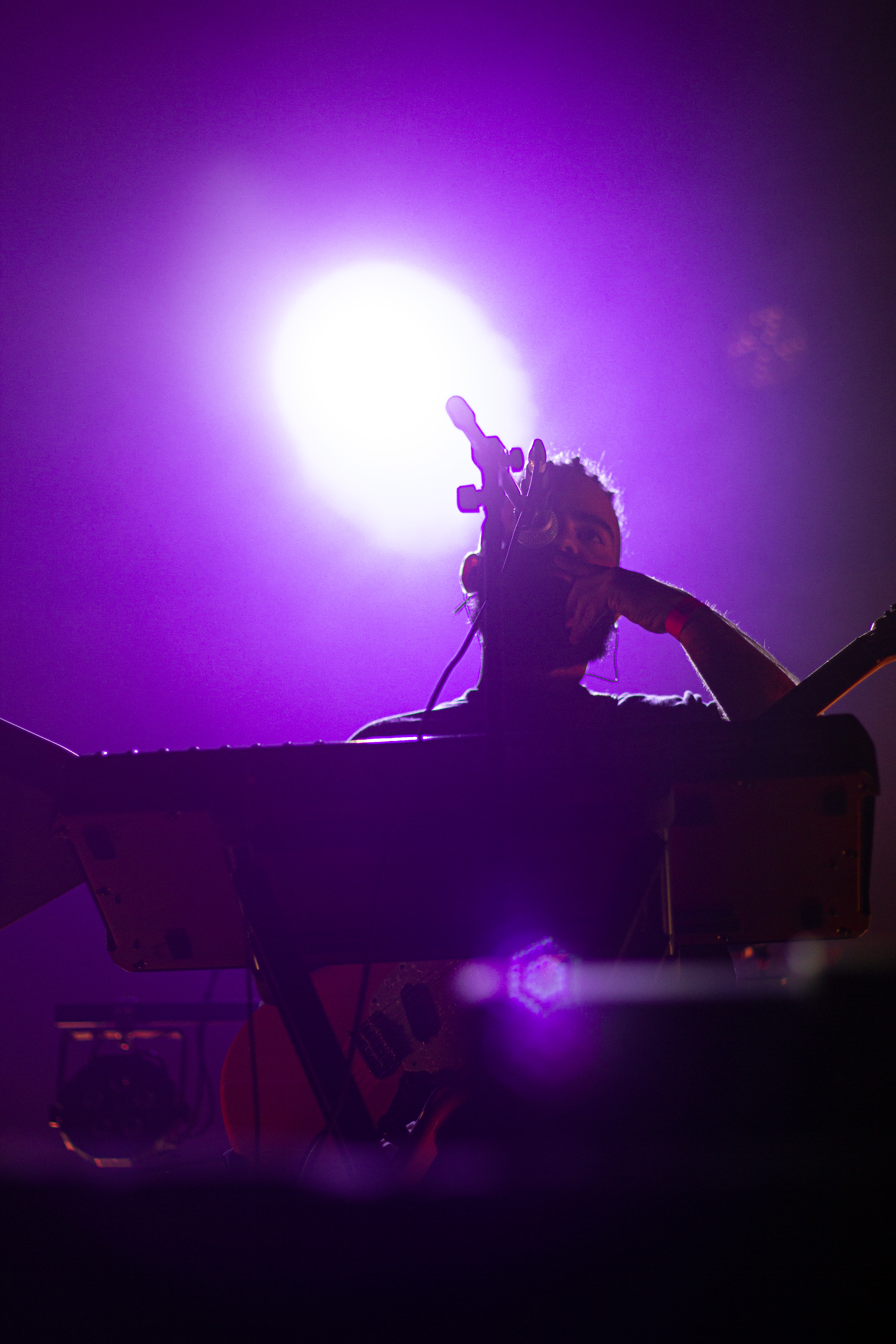
Auftritt von Kemelion als Support-Act für Die Orsons in der Porsche-Arena, 26. Oktober 2019

Kemelion (bürgerlich Cihan Ozaman) ist ein deutscher Musiker aus Reutlingen mit türkischen Wurzeln. Er macht als Singer-Songwriter elektronische Popmusik. In vielen seiner Werke verarbeitet er Stilmittel des Funks. Unter anderem ist er auch als Musikproduzent und Studiomusiker in der Musikbranche tätig.

## Leben und Karriere
Im April 2019 veröffentlichte Kemelion seine Debüt-EP Plastic Society. Im Januar 2020 produzierte er zusammen mit dem Produzenten Menju die Songs Amiga, Ying & Yang, 6AM......... und Wie lang????????? für das dritte Studioalbum Soko Disko des Stuttgarter Rappers Dardan. Ende Januar 2020 produzierte er mit Menju und Lia die erste türkische Single Seni Sevidim der Rapperin Mel. Auf dem im Juli 2020 veröffentlichten Debütalbum des Rappers Apache 207 Treppenhaus produzierte er gemeinsam mit WorstBeatz und Lovus das Lied Auf und Ab. Des Weiteren war er an der Produktion von sieben Tracks des Albums Nov 1st (Instrumental) des YouTubers 2Bough beteiligt. Auf den im Februar 2021 erschienenen Alben Mister Dardy von Dardan (dunya (Inspiré de PNL), mit Menju) sowie Four Seasons des Schweizer Rappers Monet192 (Don’t Stop, mit Maxe) war er ebenfalls mit Produktionen vertreten. Im Februar 2021 erschien der Song Bounce auf dem Debütalbum Lights Off des Rappers BATU, welchen er mit Erk Gotti zusammen produzierte.
Im Mai 2021 verkündete Rockstar Games ein neues Plattenlabel in Zusammenarbeit mit der Event-Agentur CircoLoco. Am 18. Juni 2021 erschien die Single Raindrops auf dem Sampler Monday Dreamin' Violent EP die er zusammen mit dem deutsch-türkischen DJ Butch produzierte. Am 9. Juli 2021 erscheint das dazugehörige Album des Samplers Monday Dreamin'.

## Diskografie

### EP
- 2019: Plastic Society

### Singles
- 2017: Space Ranger
- 2018: Over Us
- 2019: With You (feat. Kemelion)
- 2019: Give You All (feat. Buket)
- 2019: Blue Flamingos
- 2020: Manchmal
- 2020: Potenzial
- 2020: Traum
- 2020: Fantasie
- 2020: Open Night
- 2021: Devil
- 2021: Raindrops feat. Kemelion (DJ Butch)

### Chartplatzierungen als Autor und Produzent (Auswahl)
Die folgende Tabelle beinhaltet eine Aufstellung aller Autorenbeteiligungen und Produktionen von Kemelion, die sich in den Singlecharts in Deutschland, Österreich, oder der Schweiz platzieren konnten, oder in den aufgeführten Ländern Schallplattenauszeichnungen erhielten. Autorenbeteiligungen sind mit einem  A und Produktionen mit einem P gekennzeichnet.
| Jahr | Titel Album                       | Höchstplatzierung, Gesamtwochen, AuszeichnungChartplatzierungen (Jahr, Titel, Album, Platzierungen, Wochen, Auszeichnungen, Anmerkungen) | Höchstplatzierung, Gesamtwochen, AuszeichnungChartplatzierungen (Jahr, Titel, Album, Platzierungen, Wochen, Auszeichnungen, Anmerkungen) | Höchstplatzierung, Gesamtwochen, AuszeichnungChartplatzierungen (Jahr, Titel, Album, Platzierungen, Wochen, Auszeichnungen, Anmerkungen) | Anmerkungen                                                                     |
| Jahr | Titel Album                       | DE | AT | CH | Anmerkungen                                                                     |
| --- | --------------------------------- | --- | --- | --- | ------------------------------------------------------------------------------- |
| 2020 | 6AM......... A, P Soko Disko      | DE4 Gold · (10 Wo.)DE | AT15 Gold · (5 Wo.)AT | CH19 Platin · (4 Wo.)CH | Erstveröffentlichung: 10. Januar 2020 Interpret(en): Dardan Verkäufe: + 235.000 |
| 2020 | Wie lang????????? A, P Soko Disko | DE9 (5 Wo.)DE | AT14 (3 Wo.)AT | CH26 Gold · (2 Wo.)CH | Erstveröffentlichung: 17. April 2020 Interpret(en): Dardan Verkäufe: + 10.000   |
| Folgende Lieder erschienen nicht als Single, wurden aber durch das Album zum Download und Streaming bereitgestellt und konnten somit eine Platzierung erlangen: |                                   | | | |                                                                                 |
| |                                   | | | |                                                                                 |
| 2020 | Auf und Ab P Treppenhaus          | DE86 (1 Wo.)DE | — | — | Charteinstieg: 21. August 2020 Interpret(en): Apache 207                        |